# Aulacophora vittula
Aulacophora vittula es un coleóptero de la familia Chrysomelidae.
Fue descrita científicamente por primera vez en 1876 por Chapuis.